# Honnali
Honnali é uma panchayat (vila) no distrito de Davanagere, no estado indiano de Karnataka.

## Geografia
Honnali está localizada a 14° 15′ N, 75° 40′ L. Tem uma altitude média de 540 metros (1771 pés).

## Demografia
Segundo o censo de 2001, Honnali tinha uma população de 15 574 habitantes. Os indivíduos do sexo masculino constituem 51% da população e os do sexo feminino 49%. Honnali tem uma taxa de literacia de 68%, superior à média nacional de 59,5%: a literacia no sexo masculino é de 73% e no sexo feminino é de 62%. Em Honnali, 12% da população está abaixo dos 6 anos de idade.